# Lepilemur seali
Lepilemur seali  (лат.) — вид лемуров из семейства Лепилемуровые. Эндемик Мадагаскара. Видовое название получил в честь Улисса Сила, активиста группы по сохранению видов Международного союза охраны природы.

## Описание
Один из самых крупных представителей семейства Лепилемуровых. Шерсть густая, длинная. Цвет шерсти красновато-коричневый или шоколадно-коричневый, на брюхе и груди серо-коричневый. Конечности, хвост и морда имеют более светлый оттенок. Вес около 950 грамм, длина тела в среднем 27,3 см, длина хвоста в среднем 26,3 см.

## Распространение
Встречается на территории заповедника Аньянахарибе Суд в северо-восточной части Мадагаскара к северу от реки Антаинамбалана.